# تاریخ آفریقای جنوبی کمبریج
تاریخ آفریقای جنوبی کمبریج (به انگلیسی: The Cambridge History of South Africa) مجموعه‌ای مشتمل بر ۲ جلد است که جلد نخست آن در سال ۲۰۰۹ و جلد دوم در سال ۲۰۱۱ منتشر شده و به تاریخ آفریقای جنوبی می‌پردازد.

## مجلدات
- Volume 1: From Early Times to 1885. 2009. Edited by Carolyn Hamilton, Bernard K. Mbenga, and Robert Ross. شابک ‎۹۷۸۰۵۲۱۵۱۷۹۴۲[۱]
- Volume 2: 1885–1994. 2011. Edited by Robert Ross, Anne Kelk Mager, and Bill Nasson. شابک ‎۹۷۸۰۵۲۱۸۶۹۸۳۶[۲]